# Gullfjäll, Långekärr och Sunna
Gullfjäll, Långekärr och Sunna var en av SCB avgränsad och namnsatt småort i Tjörns kommun i Bohuslän. Den omfattade bebyggelse i de tre sammanväxta byarna belägna i Klövedals socken. Sedan 2015 räknas området som en del av tätorten Kyrkesund och Bö.